# Different Trains
Different Trains est une œuvre musicale pour quatuor à cordes et bande magnétique du compositeur américain Steve Reich de musique contemporaine écrite en 1988. Cette œuvre a remporté le Grammy Award de la meilleure composition de musique classique contemporaine en 1989.

## Historique
Avec l'œuvre Different Trains, Steve Reich met en parallèle son expérience de très jeune enfant de parents divorcés — dont le père vit sur la côte est des États-Unis à New York et la mère sur la côte ouest à Los Angeles et qui devait fréquemment de 1939 à 1942 prendre le train pour aller d'une ville à l'autre au cours d'un voyage de trois jours, —, avec la mémoire des déportés d'Europe convoyés dans les trains vers les camps de concentration. Steve Reich sous-entend que s'il avait vécu en Europe à cette époque, en tant qu'enfant juif, ce sont ces « trains bien différents » qu'il aurait probablement dû prendre.
Different Trains est la première pièce de Reich utilisant le discours parlé comme matériau musical, depuis Come Out en 1967. Cette pièce constitue en revanche une nouveauté dans l'écriture de Reich qui utilise pour la première fois des enregistrements d'entretiens réalisés pour l'œuvre, et non de simples bandes magnétiques retravaillées, comme matériau musical. Il réutilisera fréquemment cette approche spécifique de « mélodie du discours » dans ses œuvres ultérieures telles que The Cave, City Life, Three Tales ou Daniel Variations, initiant ainsi un nouveau style de documentaire musico-théâtral qu'il affectionnera dès lors pour certaines de ses compositions.
Pour cette pièce, le compositeur alterne, en trois mouvements, bruitages évoquant les trains (sirènes, crissements), modifications de cordes et enregistrements de témoignages familiaux et historiques des témoins de cette époque. La composition utilise en partie le concept de répétition, marque des œuvres de Steve Reich. Les interviews, enregistrées dans les années 1980, sont composés de ceux de la propre gouvernante de Steve Reich, Virginia Mitchell, d'un porteur de bagages de la ligne New York-Los Angeles, Lawrence Davis, et de survivants de la Shoah (Rachella, Paul et Rachel),.
Different Trains est une commande de Betty Freeman pour le Kronos Quartet. La première représentation mondiale de l'œuvre fut donnée par cet ensemble le 2 novembre 1988 au Queen Elizabeth Hall de Londres.

## Structure
L'exécution de Different Trains dure environ 27 minutes :
1. America – Before the War (~ 9 min)
2. Europe – During the War (~ 7 min 30 s)
3. After the War (~ 10 min 30 s)

Un des principes de base de la composition est l'imitation par le quatuor de la mélodie du discours des personnes interviewées. Reich transpose la musique des voix enregistrées en notation musicale qu'il donne à jouer au quatuor à cordes en quatre partitions différentes. Le montage est alors effectué grâce à des samplers sur les enregistrements pour donner l'œuvre finie.

### Version pour grand orchestre
À la suite d'une commande de l'orchestre de Philadelphie (dirigé par Wolfgang Sawallisch) et l'orchestre national de Lyon (dirigé par David Robertson), Steve Reich adapte en 2000 une version pour grand orchestre de quarante-huit instruments. Cette version reprend les éléments de la version pour quatuor à cordes, tout en l'étendant. Trois groupes de douze instrumentistes jouent en direct la partie qui était pré-enregistrée dans la version de 1988, tandis que le dernier groupe de douze instrumentistes joue la partition destinée à être jouée en direct. La création de cette version a été réalisée par David Robertson et l'orchestre de Philadelphie le 25 octobre 2001 à Philadelphie.
Selon Daniel Caux, l'œuvre gagne ainsi « en lyrisme et en émotion ».

## Enregistrements deDifferent Trains
- Kronos Quartet chez Nonesuch Records (1989)
- Orchestre national de Lyon dirigé par David Robertson, chez Naïve Records (2004)
- Quatuor Bozzini, Collection QB (2006)
- Quatuor Diotima sur l'album American Music, Naïve Records (2011) Le Quatuor Diotima a ré-enregistré, avec l'accord de Reich, la bande magnétique avec de nouveaux échantillons de voix et d'ambiances sonores.
- The London Steve Reich Ensemble dirigé par Kevin Griffiths sur l'album Different Trains, EMI Classics (2011)
- Quatuor Tana sur l'album WTC 9/11, chez Megadisc Classics (2016)